# Takume
Takaroa è un atollo appartenente all'arcipelago delle Isole Tuamotu nella Polinesia francese. È situato 790 km a nord-est di Tahiti, 6 km a nord-est di Raroia e 128 km a ovest di Fangatau.